# Кравченко Галина Сергіївна
Галина Сергіївна Кравченко (рос. Галина Сергеевна Кравченко; *11 лютого 1905, Казань — 5 березня 1996, Москва) — радянська російська акторка театру і кіно. Зірка німого кіно. Заслужена артистка РРФСР (1980). Невістка одного з лідерів СРСР Льва Камєнєва.

## Життєпис
Закінчила Театрально-хореографічне училище при Московському Большому Театрі (1921, клас А. А. Горського).
В 1921—1922 рр. — солістка балету в Опері С. М. Зиміна, в 1922—1924 роках — солістка балету Експериментального театру.
У 1922—1927 рр. навчалася в Державному технікумі кінематографії на акторському факультеті.
У 1924 році вперше з'явилася в кіно — епізодична роль у фільмі «Аеліта».
У 1942—43 рр. — актриса Російського драматичного театру ім. О. С. Грибоєдова в Тбілісі.

## Фільмографія
- «Папіросниця від Моссільпрому» (1924, кіноактриса)
- «Аеліта» (1924)
- «Банда батьки Книша» (1924, епізод)
- «Лісова бувальщина» (1926)
- «Альбідум» (1927, Сесіль)
- «Булат Батир» (1927, Олена фон Брандт)
- «Солістка його величності» (1927, Наташа, балерина)
- «Лялька з мільйонами» (1928, Бланш)
- «Комета» (1929, Зейнабхаяб)
- «Жити» (1933, актриса)
- «Шлях корабля» (1935, жінка в сарафані)
- «Суворов» (1941, Лопухіна)
- «На початку століття (1961)»
- «Два життя» (1961, Вирубова (немає в титрах)
- «Душка» (1966, Анна Сергіївна)
- «Дівчинка на кулі» (1966, бабуся Дениски)
- «Війна і мир» (1967, Жюлі Карагіна)
- «Крапля в морі» (1973)
- «Вся справа в браті» (1976)
- «Таємниця Едвіна Друда» (1980, місіс Кріспаркл)
- «Анна Павлова» (1980, епізод)
- «Історія одного кохання» (1981, епізод; Кіностудія ім. О. Довженка) та ін.